# Glenelg (ort)
Glenelg är en ort i Storbritannien.   Den ligger i kommunen Highland och riksdelen Skottland, i den nordvästra delen av landet, 700 km nordväst om huvudstaden London. Glenelg ligger 14 meter över havet och antalet invånare är 1 507.
Terrängen runt Glenelg är kuperad. Havet är nära Glenelg åt sydväst.  Trakten runt Glenelg är nära nog obefolkad, med mindre än två invånare per kvadratkilometer. Glenelg är det största samhället i trakten. I omgivningarna runt Glenelg växer i huvudsak blandskog.